# Takemarit
Le takemarit, ou el kemmariya, est un fromage de chèvre traditionnel algérien originaire de Ghardaia et Naâma.

## Description
C'est un fromage blanc mélangé avec du leben. Il est fabriqué par les femmes selon les procédés traditionnels. Il ne contient pas de sel et possède une texture molle,.

## Dégustation
Le takemarit est un fromage festif servi lors des fêtes et cérémonies familiales. Ce fromage est également un signe de bienvenue pour les invités ; il est servi accompagné de thé à la menthe et de cacahuètes, jamais avec du pain.